# Pseudobagrus medianalis
Pseudobagrus medianalis é uma espécie de peixe da família Bagridae.
É endémica da China.